# Sausage Race

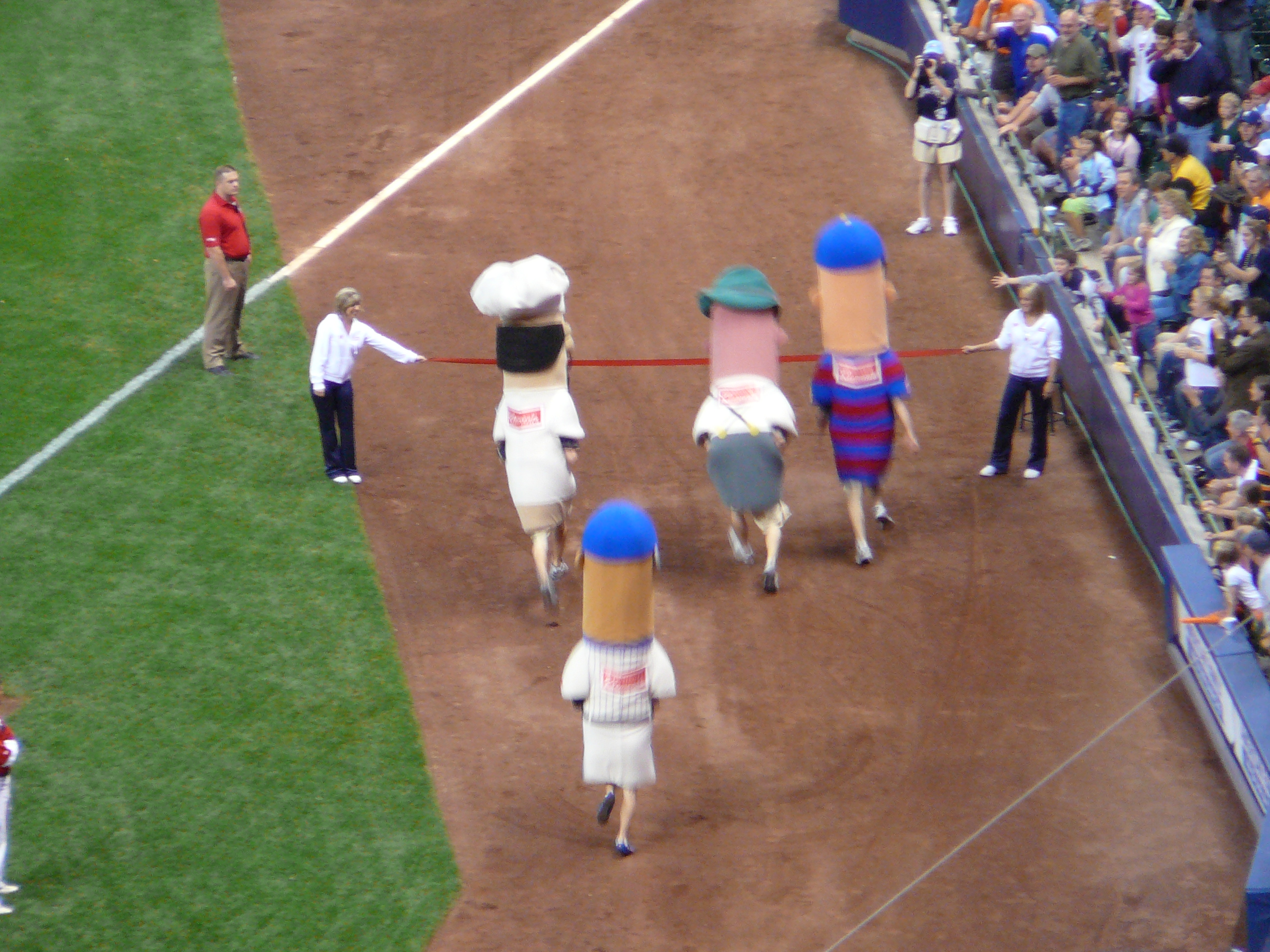
Sausage Race w 2006 roku.

Sausage Race (pl. wyścig kiełbas) – wyścig maskotek podczas meczów baseballowych drużyny Milwaukee Brewers w którym bierze udział pięciu zawodników w gigantycznych kostiumach w kształcie kiełbas: Brett Wurst – niemiecka bratwurst, Stosh Jonjak – polska kiełbasa, Guido – włoska kiełbasa, Frankie Furter – hot dog, Cinco – meksykańska chorizo.